# Encephalartos horridus
Encephalartos horridus е вид растение от семейство Zamiaceae. Видът е застрашен от изчезване.

## Разпространение
Разпространен е в Южна Африка (Източен Кейп).